# 华莉丝·迪里
华莉丝·迪里（1965年10月21日—）是一名索马里模特、作家、演员和人权活动家。

## 早年
1965年，华莉丝·迪里出生于索马里加勒卡约的一个游牧部族。13岁时，为了逃离被迫嫁给老叟的命运，华莉丝离家出走。到达英国伦敦后，她起初寄居在富有的亲戚家中，并为他们工作。在和雇主闹翻后，华莉丝进入了当地的一家麦当劳工作，勉强得以维持生计。

## 事业
在一次偶然的情况下，摄影师特伦斯·多诺文发现了华莉丝，并帮她争取到了出镜1987年倍耐力日历封面的机会。从那时起，华莉丝开始了她的模特生涯，先后担当了香奈儿、李维斯、欧莱雅和露华浓等公司顶级设计师的广告模特。
1987年，华莉丝在詹姆斯·邦德电影《黎明杀机》中出演了一个小角色。她曾登上过伦敦、米兰、巴黎和纽约市的T型台，并曾出现在《ELLE》、《魅力》和《时尚》等时装杂志上。1995年，BBC为其模特生涯拍摄了一部名为《游牧人在纽约》（A Nomad in New York）的纪录片。
1997年，在到达模特事业的高峰后，华莉丝在接受女性杂志《美丽佳人》记者劳拉·齐夫（Laura Ziv）采访时坦承，她在幼年时曾接受过女性生殖器切割；这场采访后来被全球媒体广泛报道。同年，华莉丝成为了联合国废除女性割礼的亲善大使，随后回到了祖国索马里寻找其母亲。
1998年，华莉丝發表了她的第一部作品《沙漠之花》（Desert Flower），这部自传迅速成为了国际畅销书。她后来还先后发表了《沙漠黎明》（Desert Dawn）、《致我母亲的信》（Letter To My Mother）、《沙漠之子》（Desert Children）等畅销书，后者在一场欧洲反对女性割礼的运动发起时同步推出。
2009年，一部基于华莉丝《沙漠之花》一书拍摄的同名故事长片正式发行，由埃塞俄比亚超模利亚·凯贝德担纲主演。迄今为止，这部电影已在法国、西班牙、希腊、波兰和巴西等20多个国家上映。2010年1月，这部电影在慕尼黑的巴伐利亚电影奖中赢得了“最佳影片”奖。另外，它还被提名德国电影奖“优秀故事片”金奖，并在圣塞瓦斯蒂安国际电影节上赢得了“最佳欧洲电影”观众奖。
2010年，迪里被非盟任命為非洲和平與安全大使。

## 遇袭和失踪
2004年3月，华莉丝在其奥地利维也纳的家中遭到袭击。一位名叫保罗·奥古斯托（Paulo Augusto）26岁的葡萄牙男子横跨欧洲跟踪了她一千多英里，最后翻过其邻居的窗户进入了她的住所。警方发言人说：“她当时被吓坏了，自己居然让他进来了”袭击者把迪里扔到了地板上，令其受到轻伤。袭击者随后乘坐出租车离开，不久后又徒步返回并砸碎了建筑底层的一扇玻璃窗。邻居报警后，袭击者被警方逮捕，后来被一家奥地利法院判处5个月缓刑。据报道称，袭击者曾在6个月前见过迪里，当时她居住在威尔士，而袭击者的兄弟则在她居住的地方工作。他曾闯入她在威尔士的家中，并偷走了一些衣物。
从2008年3月5日星期三起，华莉丝在比利时布鲁塞尔失踪了近三天时间。3月7日，布鲁塞尔警察找到了她。

## 个人生活
与普遍的看法不同，华莉丝与同为索马里人的模特伊曼没有联系。华莉丝在《沙漠之花》中写道，伊曼的母亲和她在伦敦的一位亲戚阿姨是好朋友。
2005年3月，华莉丝成为了奥地利公民。

## 人道主义工作、奖励和荣誉
1997年，华莉丝放弃了她的模特事业，而将注意力集中在了反对女性生殖器切割的工作上。同年，她成为了联合国废除女性割礼的亲善大使。2002年，她在奥地利维也纳建立了华莉丝·迪里基金会，这是一家致力于提高公众对女性割礼危害认识的组织。2009年1月，华莉丝与法国富豪弗朗索瓦-亨利·皮诺（PPR公司CEO）及其妻子萨尔玛·海耶克一同创建了PPR基金会，致力于保护女性的尊严和权利。华莉丝还发起过沙漠黎明基金会（Desert Dawn Foundation），致力于为索马里的学校和诊所筹集善款。
华莉丝曾多次因其人道主义工作和作品得奖：
- 2000年《魅力（英语：Glamour (magazine)）》杂志年度女性奖[15]
- 2002年德国图书销售伞状协会（umbrella association of the German bookselling trade）科林奖（orine Award）[16]
- 2004年由前苏联总统米哈伊尔·戈尔巴乔夫授予女性世界奖（Women's World Award）[17]
- 2005年天主教会罗梅罗主教奖（Bishop Óscar Romero Award）
- 2007年法国总统尼古拉·萨科奇授予法国荣誉军团骑士勋位[18]
- 2008年Euriade基金会马丁·布伯金奖（Martin Buber Gold Medal）[19]

## 著作和电影

### 著作
- 《沙漠之花》（Desert Flower）
- 《沙漠黎明》（Desert Dawn）
- 《沙漠之子》（Desert Children）
- 《致我母亲的信》（Letter To My Mother）

### 电影
- 《黎明杀机》（1987年）
- 《沙漠之花》（2009年）（根据华莉丝·迪里传记改编）